# Hans Pirkner
Johann Hans Pirkner (ur. 25 marca 1946 w Wiedniu, zm. 26 lutego 2025) – austriacki piłkarz występujący na pozycji napastnika.

## Kariera klubowa
Pirkner karierę rozpoczynał w klubie Floridsdorfer. W 1966 roku trafił do zespołu Admira Energie. W sezonie 1967/1968 grał na wypożyczeniu w Austria Klagenfurt. Potem powrócił do Admiry, gdzie spędził jeszcze rok.
W 1969 roku odszedł do niemieckiego FC Schalke 04. W Bundeslidze zadebiutował 16 sierpnia 1969 w wygranym 2:0 meczu z Borussią Mönchengladbach. 30 sierpnia 1969 w wygranym 4:2 spotkaniu z 1. FC Kaiserslautern strzelił dwa gole, które były jego pierwszymi w trakcie gry w Bundeslidze. W Schalke Pirkner grał przez dwa lata.
W 1971 roku powrócił do Austrii, gdzie został graczem zespołu Alpine Donawitz. Po trzech latach przeniósł się do Austrii Wiedeń. W 1976 roku zdobył z klubem mistrzostwo Austrii, a także został królem strzelców Bundesligi. W 1977 roku Pirkner wygrał z zespołem rozgrywki Pucharu Austrii. W 1978 roku ponownie zdobył z drużyną mistrzostwo Austrii. W 1978 roku odszedł do First Vienna, gdzie w 1980 roku zakończył karierę.

## Kariera reprezentacyjna
W reprezentacji Austrii Pirkner zadebiutował 21 września 1969 w zremisowanym 1:1 towarzyskim meczu z RFN. W 1978 roku został powołany do kadry na mistrzostwa świata. Zagrał na nich w meczach z Hiszpanią (2:1) oraz Włochami (0:1). Z tamtego turnieju Austria odpadła po drugiej rundzie. W latach 1976–1985 w drużynie narodowej Pirkner rozegrał w sumie 20 spotkań i zdobył 4 bramki.